# God's Plan (canção)
"God's Plan" é um single do músico canadense Drake. A canção foi lançada em janeiro de 2018 e faz parte do EP Scary Hours e do álbum Scorpion, tendo sido o primeiro single do mesmo. Musicalmente, "God's Plan" foi descrita como uma mistura entre trap e pop rap.
"God's Plan" tornou-se a 29ª música de sempre a estrear no número um na Billboard Hot 100, fazendo dela a quarta canção com a participação vocal de Drake a atingir tal posição e o segundo número um do artista em nome próprio nos EUA, assim como o primeiro single de Drake a estrear no número um da Hot 100. "God's Plan" também estreou no número um no Canadá e no Reino Unido, dando a Drake o seu segundo single número um no Reino Unido, depois de "One Dance" (2016). "God's Plan" passou 12 semanas consecutivas no número um do top britânico de singles e 11 semanas, também consecutivas no topo da Hot 100, ultrapassando assim o recorde pessoal que Drake detinha com "One Dance", que havia passado dez semanas no nº 1 daquela que é a principal parada de singles americana. Além disso, ao entrar no top 10 da Hot 100 na mesma semana que a outra faixa de Scary Hours, "Diplomatic Immunity" - que se estreou no nº 7, a sua posição máxima naquela parada -, Drake passou a ser o único artista da história da Hot 100 a estrear simultaneamente duas faixas no top 10 daquele gráfico, depois de o ter feito com "Passionfruit" e "Portland", que se estrearam, respectivamente no nº 8 e nº 9 em abril de 2017.
A canção também passou a ser a faixa com mais execuções no dia de estreia nos serviços de streaming Apple Music e Spotify.
"God's Plan" é a canção nº 1 da Billboard Hot 100 para o ano de 2018 (foram considerados, para esse efeito, dados acumulados entre as datas de 2 de dezembro de 2017 e 17 de novembro de 2018), sendo o primeiro artista de hip hop a conseguir o número um anual da Hot 100 desde 2005 e o terceiro rapper a alcançar esse feito, depois de Nelly em 2002 e 50 Cent em 2003 e 2005.
No verão de 2018, e a propósito do 60º aniversário da Billboard Hot 100, foi revelado que "God's Plan" era a 149ª canção mais bem-sucedida da história da tabela de êxitos.

## Videoclipe
Drake filmou o vídeo de "God's Plan", dirigido por Karena Evans, em 5 de fevereiro de 2018, na Miami High School. A gravação do vídeo atraiu muito a atenção da mídia devido ao fato de Drake ter doado 175.000 dólares a residentes de Miami durante a filmagem do videoclipe.
O vídeo estreou em 16 de fevereiro de 2018 e mostra Drake ajudando várias pessoas. Apesar de o orçamento para o vídeo ter sido de 996.631,9 dólares, Drake doou todo o orçamento a várias pessoas de Miami.
Drake considerou o vídeo de "God's Plan" como sendo o mais importante da sua carreira.

## Desempenho nas tabelas musicais

### Contagens semanais
| Tabela                                                          | Melhor posição |
| --------------------------------------------------------------- | -------------- |
| O campo songid é OBRIGATÓRIO PARA PARADA ALEMÃ                  | 1              |
| Austrália (ARIA)                                                | 1              |
| Áustria (Ö3 Austria Top 75)                                     | 3              |
| Bélgica (Ultratop 50 da Valônia)                                | 4              |
| Bélgica (Ultratop 50 de Flandres)                               | 5              |
| Brasil Hot Streaming (Pro-Música Brasil)                        | 21             |
| Canadá (Billboard CHR/Top 40)                                   | 10             |
| Canadá (Canadian Hot 100)                                       | 1              |
| Colômbia (National Report)                                      | 30             |
| Dinamarca (Tracklisten)                                         | 1              |
| Escócia (Scottish Singles Chart)                                | 9              |
| Eslováquia (Singles Digitál Top 100)                            | 11             |
| Espanha (PROMUSICAE)                                            | 8              |
| Estados Unidos (Billboard Hot 100)                              | 1              |
| Estados Unidos (Billboard Dance Club Songs)                     | 33             |
| Estados Unidos Estados Unidos (Billboard Hot R&B/Hip-Hop Songs) | 1              |
| Estados Unidos Estados Unidos (Billboard Mainstream Top 40)     | 4              |
| Estados Unidos (Billboard Mainstream Top 40)                    | 6              |
| Estados Unidos (Billboard Rhythmic)                             | 1              |
| Equador (National-Report)                                       | 37             |
| Finlândia (Suomen virallinen lista)                             | 3              |
| França (SNEP)                                                   | 2              |
| Grécia (IFPI)                                                   | 1              |
| Honduras (Monitor Latino)                                       | 17             |
| Hungria (Single Top 40)                                         | 18             |
| Hungria (Stream Top 40)                                         | 3              |
| Itália (FIMI)                                                   | 1              |
| Líbano (Lebanese Top 20)                                        | 4              |
| Malásia Streaming (RIM)                                         | 19             |
| México (Billboard Mexico Airplay)                               | 29             |
| Noruega (VG-lista)                                              | 1              |
| Nova Zelândia (Recorded Music NZ)                               | 1              |
| Países Baixos (Dutch Top 40)                                    | 2              |
| Países Baixos (Single Top 100)                                  | 1              |
| Portugal (AFP)                                                  | 1              |
| Reino Unido (OCC UK R&B)                                        | 1              |
| Reino Unido (UK Singles Chart)                                  | 1              |
| República Checa (Singles Digitál Top 100)                       | 7              |
| República Dominicana (Monitor Latino)                           | 20             |
| Singapura (RIAS)                                                | 14             |
| Suécia (Sverigetopplistan)                                      | 1              |
| Suíça (Schweizer Hitparade)                                     | 2              |
| Venezuela (National-Report)                                     | 81             |

### Contagens anuais
| Tabela (2018)                                    | Posição |
| ------------------------------------------------ | ------- |
| Canadá (Canadian Hot 100)                        | 3       |
| Estados Unidos Billboard Hot 100                 | 1       |
| Estados Unidos (Billboard Hot R&B/Hip-Hop Songs) | 1       |
| Estados Unidos (Mainstream Top 40)               | 26      |
| Nova Zelândia (Recorded Music NZ)                | 1       |

## Certificações
| País | Certificação | Unidades certificadas/Vendas |
| --- | ------------ | ---------------------------- |
| Alemanha (BVMI) | Ouro         | 200.000^                     |
| Austrália (ARIA) | 5x Platina   | 350.000^                     |
| Áustria (IFPI Áustria) | Ouro         | 15.000*                      |
| Bélgica (BEA) | Platina      | 30.000*                      |
| Brasil (Pró-Música Brasil) | Diamante     | 160.000*                     |
| Canadá (Music Canada) | 8x Platina   | 640.000^                     |
| Dinamarca (IFPI Dinamarca) | Platina      | 90.000^                      |
| Espanha (PROMUSICAE) | Platina      | 40.000^                      |
| Estados Unidos (RIAA) | 8x Platina   | 959.000                      |
| França (SNEP) | Diamante     | 333.333*                     |
| Itália (FIMI) | 2x Platina   | 100.000                      |
| Nova Zelândia (RMNZ) | 2x Platina   | 60.000*                      |
| Portugal (AFP) | Platina      | 10.000‡                      |
| Reino Unido (BPI) | 2x Platina   | 959.000‡                     |
| Suécia (GLF) | Platina      | 40.000^                      |
| *certificação baseada em vendas ^certificação baseada em envios de unidades de venda para plataformas comerciais ‡certificação baseada em vendas e reproduções nos serviços de streaming |              |                              |

## Prêmios e indicações
| Year | Evento                  | Prêmio                                                                           | Resultado | R.     |
| ---- | ----------------------- | -------------------------------------------------------------------------------- | --------- | ------ |
| 2018 | BET Awards              | Video of the Year (Vídeo do Ano                                                  | Venceu    | [ 53 ] |
| 2018 | BET Awards              | Coca-Cola Viewer's Choice Award (Escolha do Espetador, Oferecida Pela Coca-Cola) | Indicado  | [ 53 ] |
| 2018 | Teen Choice Awards      | Choice Song: Male Artist (Artista Masculino Preferido)                           | Indicado  | [ 54 ] |
| 2018 | Teen Choice Awards      | Choice Song: R&B/Hip-Hop (Canção R&B/Hip Hop Preferida)                          | Indicado  | [ 54 ] |
| 2018 | MTV Video Music Awards  | Video of the Year (Vídeo do Ano)                                                 | Indicado  | [ 55 ] |
| 2018 | MTV Video Music Awards  | Song of the Year (Canção do Ano)                                                 | Indicado  | [ 55 ] |
| 2018 | MTV Video Music Awards  | Best Hip-Hop Video (Melhor Vídeo Hip-Hop)                                        | Indicado  | [ 55 ] |
| 2018 | MTV Video Music Awards  | Best Video with a Social Message (Melhor Vídeo Com Uma Mensagem Social)          | Indicado  | [ 55 ] |
| 2018 | MTV Video Music Awards  | Best Direction (Melhor Direção)                                                  | Indicado  | [ 55 ] |
| 2018 | iHeartRadio MMVAs       | Video of the Year (Vídeo do Ano)                                                 | Indicado  | [ 56 ] |
| 2018 | iHeartRadio MMVAs       | Best Director (Melhor Diretor/a) - Karena Evans                                  | Venceu    | [ 56 ] |
| 2018 | iHeartRadio MMVAs       | Fan Fave Video (Vídeo Preferido dos Fãs)                                         | Indicado  | [ 56 ] |
| 2018 | American Music Awards   | Video of the Year (Vídeo do Ano)                                                 | Indicado  | [ 57 ] |
| 2018 | American Music Awards   | Favorite Pop/Rock Song (Canção Pop/Rock Preferida)                               | Indicado  | [ 57 ] |
| 2018 | American Music Awards   | Favorite Rap/Hip-Hop Song (Canção Rap/Hip Hop Preferida)                         | Indicado  | [ 57 ] |
| 2018 | BET Hip Hop Awards      | Best Hip Hop Video (Melhor Vídeo Hip Hop)                                        | Indicado  | [ 58 ] |
| 2018 | BET Hip Hop Awards      | Single of the Year (Single do Ano)                                               | Indicado  | [ 58 ] |
| 2018 | MTV Europe Music Awards | Best Song (Melhor Canção)                                                        | Indicado  | [ 59 ] |
| 2018 | MTV Europe Music Awards | Best Video (Melhor Vídeo)                                                        | Indicado  | [ 59 ] |
| 2018 | People's Choice Awards  | The Song of 2018 (A Canção de 2018)                                              | Indicado  | [ 60 ] |
| 2018 | People's Choice Awards  | The Music Video of 2018 (O Videoclipe de 2018)                                   | Indicado  | [ 60 ] |
| 2019 | Grammy Awards           | Record of The Year (Gravação do Ano)                                             | Pendente  |        |
| 2019 | Grammy Awards           | Song of The Year (Canção do Ano)                                                 | Pendente  |        |
| 2019 | Grammy Awards           | Best Rap Song (Melhor Canção Rap)                                                | Pendente  |        |